# Wielandia
Wielandia é um género botânico pertencente à família Phyllanthaceae.